# Smash Your Head Against the Wall
Smash Your Head Against the Wall es el primer álbum de estudio del músico británico John Entwistle, publicado por la compañía discográfica Track Records en mayo de 1971. Supuso el primer trabajo de un miembro de The Who en solitario e incluyó la canción «Heaven and Hell», interpretada con frecuencia en directo con el grupo y publicada anteriormente en Live at Leeds. 
Preguntado sobre el primer sencillo, «I Believe in Everything», Entwistle comentó: «He estado haciendo material en el que realmente no creía. En cierto modo lo escribí para las cabezas de gente pensando: "Ah, así que ese es el lugar donde está el cerebro de Entwistle, realmente cree en el demonio y en el infierno y todo ese tipo de negocio". De modo que escribí una canción que tocaba la reencarnación, luego entraba en el absurdo, con Papá Noel y todo ese rollo, y justo al final para prevenir que las cabezas pensasen que realmente creía lo que estaba diciendo, porque siempre parecen creer que tú crees en tus propias palabras. Creo en algunas de ellas, pero no en todas, de modo que escribí la broma para despistar, y ya está hecho».
A diferencia de otros trabajos en solitario de miembros de The Who como Roger Daltrey y Pete Townshend, Smash Your Head Against the Wall obtuvo una escasa repercusión comercial y alcanzó el puesto 126 en la lista estadounidense Billboard 200, su mejor posición en los Estados Unidos hasta la publicación de Too Late the Hero.

## Lista de canciones
Todas las canciones escritas y compuestas por John Entwistle excepto donde se anota. 
| N.º | Título                          | Escritor(es) | Duración |  |
| 1.  | «My Size»                       |              | 3:43     |  |
| 2.  | «Pick Me Up (Big Chicken)»      |              | 3:43     |  |
| 3.  | «What Are We Doing Here?»       |              | 3:49     |  |
| 4.  | «What Kind of People Are They?» |              | 2:44     |  |
| 5.  | «Heaven and Hell»               |              | 4:50     |  |
| 6.  | «Ted End»                       |              | 2:33     |  |
| 7.  | «You're Mine»                   |              | 4:39     |  |
| 8.  | «No. 29 (External Youth)»       |              | 5:25     |  |
| 9.  | «I Believe in Everything»       |              | 3:07     |  |

| Temas extra de la reedición de 1997 |                                  |              |          |  |
| N.º                                 | Título                           | Escritor(es) | Duración |  |
| 10.                                 | «Cinnamon Girl»                  | Neil Young   |          |  |
| 11.                                 | «What Are We Doing Here?» (Demo) |              |          |  |

| Temas extra de la reedición de 2005 |                                         |              |          |  |
| N.º                                 | Título                                  | Escritor(es) | Duración |  |
| 10.                                 | «Cinnamon Girl»                         | Neil Young   |          |  |
| 11.                                 | «It's Hard to Write a Love Song» (Demo) |              |          |  |
| 12.                                 | «The Haunted Can Be Free» (Demo)        |              |          |  |
| 13.                                 | «World Behind My Face» (Demo)           |              |          |  |
| 14.                                 | «My Size» (Demo)                        |              |          |  |
| 15.                                 | «What Kind of People Are They?» (Demo)  |              |          |  |
| 16.                                 | «Pick Me Up (Big Chicken)» (Demo)       |              |          |  |
| 17.                                 | «No. 29 (External Youth)» (Demo)        |              |          |  |
| 18.                                 | «Ted End» (Demo)                        |              |          |  |

## Personal
- John Entwistle: voz, coros, bajo, piano, teclados, órgano, fliscorno y percusión
- Neil Innes: percusión y coros
- Dave "Cyrano" Langston: guitarra acústica, guitarra eléctrica, percusión y coros
- Keith Moon: percusión y coros
- Greg Ridley: batería en «My Size» y «I Believe in Everything»
- Jerry Shirley: batería y percusión
- Vivian Stanshall: percusión en «No. 29 (External Youth)»

## Posición en listas
| País           | Lista         | Posición |
| -------------- | ------------- | -------- |
| Estados Unidos | Billboard 200 | 126      |